# Medal za Czyn Szlachetny
Medal za Czyn Szlachetny (duń. Medaljen for ædel dåd, skr. M.f.æ.D.) – duńskie cywilne odznaczenie ustanowione 12 czerwca 1793 przez króla Chrystiana VII Oldenburga.
Medal ten przyznawany jest przez duńskiego władcę za ratowanie ludzkiego życia z poważnym narażeniem życia zarówno ratującego jak i ratowanego, zwłaszcza w przypadku, gdy uratowanych zostało więcej osób. Może być także stosowany, gdy odznaczany posiada już Medal za Ratowanie Tonących, a nagroda należy mu się po raz kolejny.
W duńskiej kolejności starszeństwa odznaczeń znajduje się obecnie (na listopad 2021) za Medalem Królewskim Nagrody 1. stopnia z koroną i inskrypcją, a przed Medalem za Ratowanie Tonących.
Administracją medalu zajmuje się Ministerstwo Sprawiedliwości.
Medal jest stosunkowo duży w porównaniu do innych duńskich medali, ma średnicę 47 mm (do 1808 miał średnicę 62 mm), waży 67 gramów i wykonywany jest ze srebra (do 1887 również ze złota). Na awersie znajduje się prawy profil głowy aktualnie panującego monarchy, otoczony napisem „MARGARETHE DEN ANDEN DANMARKS DRONNING” (pol. MAŁGORZATA DRUGA DUŃSKA KRÓLOWA). Na rewersie umieszczany jest wieniec dębowy, a w jego wnętrzu napis „FOR ÆDEL DAAD” (ZA SZLACHETNY CZYN). Medal mocowany jest do wiązanej w pięciokąt czerwonej wstążki o szerokości 31 mm z dużym białym krzyżem na środku. Miniatura ma średnicę 17 mm, waży 3,4 grama i również wykonywana jest ze srebra.
Projektantem aktualnego awersu jest medalier Frode Bahnsen, a revers stworzył jeszcze w 1837 Harald Conradsen. Pierwotnie byli to medalierzy D. I. Adzer (awers) i S. A. Jacobsen (rewers).
Medal nadawany jest rzadko – do roku 2005 medalem odznaczono około 300 osób.